# Ferdinand Albin Pax
Ferdinand Albin Pax (Königinhof, Bohemia, 26 de julio de 1858 - Breslavia, Polonia, 1 de marzo de 1942) fue un botánico, entomólogo alemán.
Fue director del Jardín Botánico de Breslavia.
Enseña botánica en la Universidad de Breslavia a partir de 1893 y fue autor de numerosos trabajos en taxonomía vegetal. Además de sus publicaciones, pone al día la obra de Karl Anton Eugen Prantl (1849-1893) Lehrbuch der Botanik (Leipzig, 1900).
Colabora también en muchas partes de Das Pflanzenreich notablemente sobre las Primulaceae (con Reinhard Gustav Paul Knuth (1874-1957) en 1905), sobre las Aceraceae (1902) o sobre las Euphorbiaceae (de 1910 a 1924).

## Obras
- Monographische Übersicht über die Arten der Gattung Primula, 1888
- Allgemeine Morphologie der Pflanzen mit besonderer Berücksichtigung der Blüthenmorphologie. Stuttgart, 1890
- Lehrer durch den Königlichen botanischen Garten der Universität Breslau. Breslavia, 1895
- Schlesiens Pflanzenwelt. Jena, 1915
- Pflanzengeographie von Polen. Berlín, 1918
- Pflanzengeographie von Rumänien. Halle. 1920
- Die Tierwelt Schlesiens. Jena, 1921
- Bibliographie der schlesischen Botanik. Breslavia, 1929-1930

## Honores
Gilg le dedicó el género Paxia (Connaraceae)
- La abreviatura «Pax» se emplea para indicar a Ferdinand Albin Pax como autoridad en la descripción y clasificación científica de los vegetales.[1]

## Abreviatura (zoología)
La abreviatura Pax  se emplea para indicar a Ferdinand Albin Pax como autoridad en la descripción y taxonomía en zoología.